# Ariël Jacobs
Ariël Jacobs (Vilvoorde, 25 juli 1953) is een Belgische oud-voetballer en gewezen voetbalcoach.

## Spelerscarrière
Ariël Jacobs is een gewezen voetballer die vooral bij kleinere clubs voetbalde. In de jeugdreeksen van Diegem Sport kon de jonge voetballer een transfer naar Racing White veroveren. Jacobs was toen nog maar 17 jaar oud. Bij Racing White, dat toen aan een sterke opmars bezig was, speelde hij een jaar voor de UEFA-junioren.
Na één seizoen verliet Jacobs de club en keerde de spits terug naar Diegem Sport. Die club speelde aanvankelijk nog in de provinciale reeksen, maar wist in geen tijd te promoveren naar de vierde klasse. In 1975 verhuisde hij naar vierdeklasser SK Halle, waar hij slechts één seizoen verbleef alvorens voor vier seizoenen terug te keren naar Diegem. Begin jaren 80 was hij nog even actief bij tweedeklasser FC Diest, maar ook nu keerde hij terug naar Diegem. Ditmaal ging hij bij de club aan de slag als speler-trainer. In 1987 stopte Jacobs definitief met voetballen en spitste zich volledig toe op zijn loopbaan als coach.

## Trainerscarrière

### Beginjaren
Jacobs, die in de jaren 70 en 80 ook een baan had als ambtenaar bij de Permanente Vertegenwoordig van België bij de Navo, was al tijdens zijn spelerscarrière actief als coach. Van 1976 tot 1983 trainde hij de jeugd van Diegem. In 1982 ging hij ook aan de slag bij de Koninklijke Belgische Voetbalbond (KBVB). Hij was er onder meer jeugdcoach en begeleider van scheidsrechters. Toen in 1996 Wilfried Van Moer collega Paul Van Himst opvolgde als bondscoach, werd Jacobs zijn assistent. Een jaar later werd Van Moer vervangen door Georges Leekens, maar bleef Jacobs aan als assistent-bondscoach.

### RWDM
In december 1998 werd de Diegemnaar hoofdtrainer van RWDM (het vroegere Racing White), de club waar hij zelf nog even voetbalde. Bijna twee seizoenen lang bleef hij trainer van de Brusselaars. In 2001 terwijl RWDM in subtop van het klassement stond werd Jacobs ontslagen op 9 april 2001 met nog 4 wedstrijden te spelen. Later dat seizoen promoveerde RWDM alsnog via de eindronde naar eerste klasse met Patrick Thairet als coach. Een jaar later werden de financiële problemen van de club te groot en verdween RWDM. Jacobs was in die periode trainer van spelers als Tosin Dosunmu en Alan Haydock.

### La Louvière
Vervolgens belandde Jacobs bij RAA Louviéroise. In 2003 liet hij er Oguchi Onyewu debuteren. Het betekende de herlancering van de carrière van de Amerikaanse verdediger, die bij het Franse FC Metz op een zijspoor was beland. Onder Jacobs ontpopte ook doelman Silvio Proto zich tot een van de beste doelmannen van het land. In 2004 veroverde Proto zijn eerste interland. In 2003 loodste Jacobs de Henegouwers naar eindwinst in de beker van België. In de finale versloegen ze STVV met 3-1.

### Technisch directeur
Het bezorgde Jacobs heel wat aanbiedingen als coach, maar hij besloot uiteindelijk om aan de slag te gaan als technisch directeur bij KRC Genk. In zijn eerste seizoen werd René Vandereycken aangesteld als coach. Na een matig tot sterk seizoen werd de club in extremis (na testwedstrijden) derde in het klassement. Een seizoen later belandde de club op een teleurstellende vijfde plaats. Jacobs stopte als technisch directeur en werd terug trainer.

### Lokeren en Moeskroen
Als trainer pikte Jacobs de draad terug op bij KSC Lokeren Oost-Vlaanderen, maar reeds in oktober 2006 werd hij ontslagen. Assistent-trainer Rudy Cossey nam het roer even over, in afwachting van Slavoljub Muslin. Onder Muslin ontsnapte Lokeren net aan de degradatie en eindigde het op een veilige zestiende plaats.
In februari 2007 werd Jacobs hoofdcoach bij Excelsior Moeskroen. De Henegouwse club had een seizoen eerder hulptrainer Gil Vandenbrouck aan het hoofd gezet. Jacobs werd zijn opvolger, waardoor Vandenbrouck de functie van technisch directeur kon vervullen. Jacobs' grootste wapenfeit bij de club was het behoud. Op het einde van het seizoen werd hij opgevolgd door Marc Brys.

### Anderlecht
In juni 2007 werd Jacobs opnieuw hulptrainer. Hij werd bij RSC Anderlecht de assistent van Franky Vercauteren, die echter niet om de komst van Jacobs gevraagd had. Vercauteren werd een jaar eerder nog landskampioen met Anderlecht. Tijdens het seizoen 2007/08 werd Vercauteren ontslagen, ondanks het feit dat Anderlecht op dat ogenblik nog op drie fronten actief was. Jacobs nam zijn taken over. Vercauteren was achteraf niet te spreken over de manier waarop hij werd buitengewerkt. Jacobs en Vercauteren ontmoetten elkaar later nog een paar keer als tegenstander, Vercauteren weigerde toen telkens een hand te geven en meed oogcontact met zijn vroegere assistent. In zijn eerste maanden als hoofdcoach van Anderlecht veroverde Jacobs de beker. Het was 14 jaar geleden dat de club de trofee nog eens had gewonnen.
Een jaar later strandde Anderlecht samen met Standard Luik op de eerste plaats. Na twee testwedstrijden kroonde de Luikenaars zich voor het tweede jaar op rij tot kampioen. Anderlecht kon zich dat seizoen ook niet plaatsen voor de Champions League. Het werd in de voorrondes uitgeschakeld door BATE Borisov.
In het seizoen 2009/10 bereikte de rivaliteit met Standard een dieptepunt. In een competitieduel tussen beide clubs brak Axel Witsel het been van Anderlechtverdediger Marcin Wasilewski. Jacobs liet na afloop zijn ongenoegen blijken en maakte duidelijk dat hij het voetbalmilieu al een tijdje beu was. Even leek er een einde te komen aan Jacobs' trainerscarrière, maar in december 2009 verlengde hij zijn contract alsnog. Datzelfde seizoen veroverde hij zijn eerste landstitel en werd hij verkozen tot Trainer van het Jaar. In de Europa League bereikte hij dat jaar ook de 1/8 finale, na zeges tegen onder meer Ajax, Athletic Bilbao en Dinamo Zagreb.
In het seizoen 2010/11 eindigde Anderlecht onder Jacobs opnieuw op de eerste plaats na de reguliere competitie. Tijdens de play-offs speelde Anderlecht de leidersplaats kwijt aan Genk. Europees greep Anderlecht dat seizoen opnieuw naast de Champions League. Het verloor in de laatste voorronde van Partizan Belgrado na een dramatische strafschoppenreeks. In de loop van het seizoen werd door de KBVB de Guy Thys Award in het leven geroepen. Jacobs mocht als eerste de prijs in ontvangst nemen. De trofee is genoemd naar gewezen bondscoach Guy Thys, met wie hij destijds nog samenwerkte bij de KBVB.
Jacobs bleef en loodste Anderlecht in het seizoen 2011/12 opnieuw naar de landstitel. In de Europa League overleefde hij de groepsfase, maar werd hij nadien uitgeschakeld door AZ. Na afloop van het seizoen maakten Roger Vanden Stock, manager Herman Van Holsbeeck en Jacobs op een persconferentie bekend dat de coach geen nieuw contract zou ondertekenen. Kort na de aankondiging van zijn vertrek uitte Jacobs in een artikel van Humo negatieve kritiek op toen nieuwbakken Club Bruggetrainer Georges Leekens en voetbalanalisten Marc Degryse en Filip Joos.

### FC Kopenhagen
Op 22 juni 2012 tekende Jacobs een contract voor twee seizoenen bij het Deense FC Kopenhagen. In de voorrondes van de Champions League schakelde hij met Kopenhagen het Club Brugge van Georges Leekens uit. In de laatste voorronde werd de Deense club na verlengingen verslagen door Lille OSC.
In september 2012 stelde een Deense krant hem voor als kandidaat om Deens bondscoach Morten Olsen op te volgen. Op 5 mei 2013 verzekerde Jacobs zich met Kopenhagen van de landstitel. Hij werd de vierde Belgische coach die in zowel België als het buitenland kampioen werd, na Preud'homme, Goethals en Gerets.
Het daaropvolgende seizoen begon slecht voor Kopenhagen. De Deense club pakte in de competitie 2 punten in 5 wedstrijden en belandde zo in de degradatiezone. Op 21 augustus 2013 werd Jacobs ontslagen. Kopenhagen haalde vervolgens Ståle Solbakken terug als zijn opvolger.

### Valenciennes
Op 14 oktober 2013 werd Jacobs aangesteld bij Ligue 1-club Valenciennes FC. Hij degradeerde in het seizoen 2013/14 met Valenciennes uit de Ligue 1 en verliet de club daarom in juli 2014.

## Clubs

### Als speler
- 1970–1971: Racing White
- 1971–1975: Diegem Sport
- 1975–1976: SK Halle
- 1976–1980: Diegem Sport
- 1980–1981: FC Diest
- 1981–1987: Diegem Sport (vanaf 1984 speler-trainer)

### Als trainer
- 1982 – dec 1998: KBVB
- dec 1998 – apr 2001: RWDM
- okt 2001 – 2004: RAA Louviéroise
- 2004–2006: KRC Genk (technisch directeur)
- 2006 – okt 2006: KSC Lokeren Oost-Vlaanderen
- febr 2007 – juni 2007: Excelsior Moeskroen
- juni 2007 – nov 2007: RSC Anderlecht (hulptrainer)
- nov 2007 – mei 2012: RSC Anderlecht
- juni 2012 – aug 2013: FC Kopenhagen
- okt 2013 – juli 2014: Valenciennes FC

## Erelijst
- Kampioen van België – 2010, 2012
- Beker van België – 2003, 2008
- Belgische Supercup – 2007, 2010
- Kampioen van Denemarken – 2013

## Opmerkelijke uitspraken
Ariël Jacobs laat zich tijdens interviews regelmatig opvallen door grappige of cynische opmerkingen te maken. Hieronder volgen enkele opvallende uitspraken van Jacobs.
- Op de vraag of hij volgend jaar nog trainer van Anderlecht zou zijn, antwoordde hij: "Er is interesse van [derdeklasser] Union, ik overweeg dat serieus..."
- Voor een wedstrijd tegen het Racing Genk van trainer Frank Vercauteren zetten zowel Jacobs als Vercauteren slechts 9 spelers op het wedstrijdblad. "Ik vond dat ook niet nodig. Maar als de ene het niet doet, moet ik het ook niet doen. We moesten dan maar 9 tegen 9 en 4 keer 7 minuten spelen. En drie keer de bal raken, zoals op training."
- Na Anderlecht - AA Gent in het seizoen 2009/10 was hij niet te spreken over het verloop van de wedstrijd. Toch wilde reporter Wouter Laarmans zijn interview op een positieve noot afsluiten: "Heb je dan niets positiefs gezien?" Jacobs: "Ja." Laarmans: "In eigen rangen bijvoorbeeld?" Jacobs: "Nee, dat de match gedaan is."
- "Wie straks in de plaats van Lucas Biglia komt, moet een leider met korte ei zijn, geen lijder met lange ij. Het probleem is vaak dat lijders met een lange ij denken dat ze een leider zijn met korte ei."